# Libanopristis
Libanopristis is een geslacht van uitgestorven ganopristide sclerorhynchoïden dat leefde tijdens het Laat-Krijt in wat nu Libanon is.